# Točka sa zarezom
Točka sa zarezom ( ; ) razgodak je koji ima vrijednost između točke i zareza. Koristi se na mjestima gdje bi točka prejako odijelila rečenične ili značenjske dijelove, a gdje bi zarez to preslabo učinio. Uglavnom se korištenje ovog interpunkcijskog znaka prepušta piščevu jezičnom osjećaju.

## Povijest
Ovaj je znak nastao spajanjem točke i zareza u jedan zajednički znak. Smatra se da ga je u tisku prvi uporabio Aldo Manuzio, venecijanski pionir tiska i inovator. Sam je znak ; u crkvenoslavenskom i novogrčkom označavao pitanje i zamjenjivao upitnik.

## Uporaba u jeziku
Koristi se u nabrajanju istovrsnih dijelova da bi se odijelile jasne cjeline:

Sreća, zdravlje, radost;

Tuga, bolest, gadost;

Smrt, moja Golgota;

Ljubav, moja divota.

U poeziji i prozi često se koristi da bi se odijelile misli, slike i cjeline:
- Antun Gustav Matoš, „Jesenje veče”

Olovne i teške snove snivaju

Oblaci nad tamnim gorskim stranama;

Monotone sjene rijekom plivaju,

Žutom rijekom među golim granama.

- Ivana Brlić-Mažuranić, „Priče iz davnine”

No crni čovjek nije došao ni te, ni druge, ni treće noći; nije došao nikada.

Kad se dijelovi koji se nabrajaju pišu jedan ispod drugoga, pišu se bez zareza; no, ako sadržavaju rečenice koje počinju malim početnim slovom, mogu se odvajati i točkom sa zarezom:
- Narječja hrvatskog jezika jesu:

štokavsko narječje, dobilo ime po upitnoj zamjenici "što";

kajkavsko narječje, dobilo je ime po upitnoj zajenici "kaj";

čakavsko narječje, dobilo je ime po upitnoj zamjenici "ča".

## Uporaba izvan jezika

### Računalstvo
Točka sa zarezom u raznim se programskim jezicima koristi za razdvajanje naredbi (engl. statement). 
```
#include
 
<stdio.h>

int
 
main
(
void
)

{

        
printf
(
"Ovo je primjer u programskom jeziku C
\n
"
);
 

        
return
 
0
;

}

```